# Strafpredigt
Strafpredigten wurden im beginnenden 14. und 15. Jahrhundert von den katholischen Mönchen und Priestern in den Gemeinden verlesen, um den Gläubigen das Schlechte des weltlichen Lebens vor Augen zu halten. Zudem werden in einer solchen Predigt die Verfehlungen benannt und die Folgen, die Strafen, die bei einer Nichtbefolgung der Regeln entstehen können, in teilweise drastischen Worten geschildert. In einer Strafpredigt werden die Adressaten demnach getadelt und auf ihre zu erfüllenden  Pflichten hingewiesen.
Als Strafprediger bekannt wurde der neuenglische Kongregationalist Jonathan Edwards (1703–1758), der beständig Feuer und Schwefel auf die zuhörenden Sünder beschwor. Seine bekannte Strafpredigt Die Sünder in den Händen eines zornigen Gottes wird in theologischen Vorlesungen oft als Beispiel dieser Art der Ansprache angeführt. 

## Weitere Bezeichnungen
- Der Begriff „Jemandem die Leviten lesen“ stammt aus den frühmittelalterlichen Gebräuchen des Benediktinerordens, da als Grundlage für die Strafpredigten oft die im 3. Buch Mose (lateinisch Leviticus) niedergelegten Regeln für die Leviten dienten. Der Bischof Chrodegang von Metz soll diese Strafpredigten den Mönchen als erster gehalten haben.[3]
- Auch eine Philippika, eine Strafrede, die auf Demosthenes zurückgeht, gilt im Sprachgebrauch als Strafpredigt.
- Eine Gardinenpredigt ist eine Strafpredigt, die von der Gardine in der Bezeichnung für einen Bettvorhang ausgeht. Die predigende Gattin soll demnach den spät heimkehrenden Ehemann mit Schimpfen und Drohungen und Rügen bedacht haben.
- Die Bezeichnung Standpauke für eine Strafpredigt, die mit Vorwürfen und dem Appell an das Gewissen des Sünders einherging stammt aus einer studentensprachlichen Abwandlung des Begriffs der Standrede, in der jemand ermahnt und getadelt wurde. Für die Pauke ist das Verb pauken im Sinne von draufschlagen verantwortlich. Die Bezeichnung Standpauke findet sich erst seit dem ersten Drittel des 15. Jahrhunderts. Sie ist wohl auf die äußere Gestaltung der Strafpredigten zurückzuführen. Denn durch laute Trommelschläge sollten die Adressaten zusätzlich in Furcht versetzt und zur Befolgung ihrer Pflichten gemahnt werden.[4]
- Eine Moralpredigt (auch Moralpauke) ist eine stark abgeschwächte Form der Strafpredigt. Hier wird seitens des Predigers, der durchaus keine religiöse Person darstellen muss, in Form moralisierender Ermahnungen auf die ethischen Komponenten menschlichen Verhaltens verwiesen und zur Besserung ermuntert.

## Verweise
- Die Leviten lesen – Brigitte Grunert über die Sprache der Politiker, Artikel im Tagesspiegel